# .ar
.ar is het achtervoegsel van domeinnamen in Argentinië. .ar-domeinnamen worden uitgegeven door de minister van Buitenlandse zaken van Argentinië, die verantwoordelijk is voor het top level domain 'ar'.